# Javier Dorado
Javier Dorado, de son nom complet Francisco Javier Dorado Bielsa, est un footballeur espagnol né le 17 février 1977 et mort le 27 février 2025. Il joue au poste d'arrière gauche.

## Carrière
Javier Dorado est formé au Real Madrid. Il commence avec l'équipe C en 1996,.
De 1997 à 1999, Dorado devient joueur du Real Madrid Castilla,.
En 1999, Dorado joue ses premiers matchs avec l'équipe première. Son premier match est une demi-finale de la Coupe d'Espagne perdue 6-0,.
Il participe avec le Real au championnat du monde des clubs 2000.
Il est ensuite prêté successivement à l'UD Salamanque et au Sporting Gijón,.
Dorado quitte le Real Madrid en 2002 pour rejoindre le Rayo Vallecano,.
En 2003, il est transféré au Sporting Gijón,.
De 2006 à 2009, Dorado évolue sous les couleurs du RCD Majorque,.
Après une dernière saison en 2011-2012 avec l'Atlético Baleares, il raccroche les crampons,.
Le bilan de sa carrière s'élève à 16 matchs en Primera División, 178 matchs en Segunda División (deux buts), et enfin 86 matchs en Segunda División B (deux buts également).
Il fait partie du groupe espagnol médaillé d'argent aux Jeux olympiques d'été de 2000, mais ne prend part à aucun match.
Il participe également avec l'équipe d'Espagne espoirs au championnat d'Europe espoirs en 2000. Il joue deux matchs lors de cette compétition organisée en Slovaquie, qui voit l'Espagne battre le pays organisateur lors de la « petite finale ».
Dorado est décédé le 27 février 2025 à l'âge de 48 ans, des suites d'une leucémie.

## Palmarès

### En sélection
Espagne olympique
- Jeux olympiques :
  -  Argent : 2000.

 Espagne espoirs
- Championnat d'Europe espoirs :
  - Troisième : 2000.